# Missionsstation

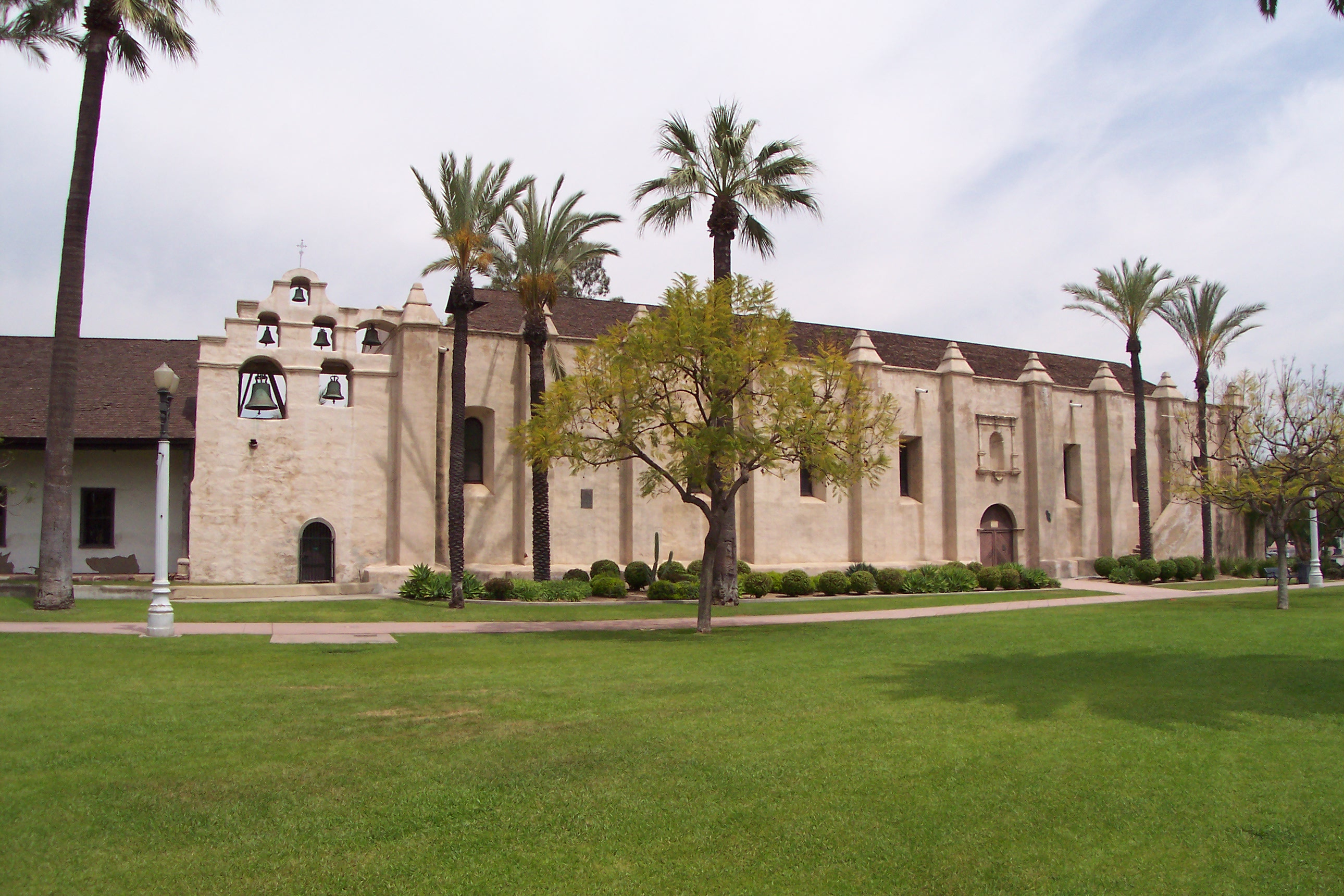
Missionsstation San Gabriel, Kalifornien

Eine Missionsstation (kurz auch „Mission“) ist eine Siedlung oder ein seelsorgerlicher Außenposten zum Zweck der christlichen Missionstätigkeit im Ausland oder in Diasporagebieten. Auch die Stützpunkte der frühmittelalterlichen Germanenmission werden gelegentlich als Missionsstation bezeichnet. 

## Mission im Ausland
Die historische christliche Mission suchte die indigene Bevölkerung vom Boden ihrer angestammten Kultur zu trennen, und ihnen mit dem Christentum gleichzeitig die europäische Kultur und deren Werte als Ziel zu vermitteln. Moderne Missionare suchen im Gegensatz dazu, sich in lokale Gemeinschaften zu integrieren.
In einigen Kolonien wurden die Missionsstationen Zufluchtsstätten für Migranten oder Siedlungsplätze ehemals nomadischer Volksgruppen. Missionen galten als nützliches Werkzeug des Kolonialismus, die Unterdrückung der angestammten Kultur sowie die Anleitung von Arbeitern. Ein beträchtlicher Teil christlicher Missionare war in diese Rolle verstrickt oder beförderte sie sogar. Der Missionar Alexander Merensky etwa gewann 1886 ein Preisausschreiben zum Thema: Wie erzieht man am besten den Neger zur Plantagenarbeit.
Die kolonialen Kirchen oder Siedlungen im spanischen Kolonial-Amerika nennt man bis heute Mission, siehe Spanische Missionen.
Andere Missionsstationen suchten caritative und emanzipative Ansätze zu verwirklichen. Sie sahen die medizinische und pädagogische Tätigkeit als Bestandteil ihres missionarischen Wirkens an. Dies brachte ihnen besonders im Süden Afrikas die Feindschaft der europäischen Siedler ein. Ihnen waren oft Schulen und Krankenhäuser angeschlossen, wie zum Beispiel in Peramiho, aber auch Kunstwerkstätten wie das Lumko Art Center der Mariannhiller Missionsschwester Josepha Selhorst.
In Australien wurden Aborigines-Missionsstationen zu Zufluchtsstätten oder Ghettos für Aborigines an den Stadträndern.

## Mission in der Diaspora
In der Zeit nach der Reformation entwickelten im Zuge der Gegenreformation mehrere katholische Ordensgemeinschaften wie Jesuiten, Franziskaner oder Dominikaner in den protestantisch gewordenen Gebieten ein System von Außenposten, die sie „Missionsstationen“ nannten. Dabei wurden keine Konvente gegründet, sondern an verschiedenen Orten ließen sich zwei oder drei Patres nieder und begannen mit der Seelsorge an den wenigen in der Diaspora verbliebenen Katholiken oder den katholischen Soldaten einer Garnison, zunächst mancherorts heimlich. Eine Missionsstation verfügte meist über eine Kapelle, einen Schulraum und eine Wohnung. Die Ordensleute gingen dabei planmäßig vor und übernahmen solche Seelsorgeposten, die untereinander in einer Tagesreise erreichbar waren, so dass gegenseitiger Kontakt möglich war. Im 17. und 18. Jahrhundert betreute etwa die Sächsische Franziskanerprovinz rund 50 solcher Missionsstationen in Sachsen, Anhalt und auch im Braunschweigischen, in Ostfriesland und dem Emsland, jedoch nie gleichzeitig in dieser Zahl. Die Ordensleute gehörten kirchenrechtlich zu einem kanonischen Kloster, von wo aus sie ihre Tätigkeit in den Außenposten wahrnahmen; war dieser Außenposten nicht allzu weit vom Kloster entfernt, konnte die Seelsorge dort auch vom Stammkloster aus „excurrendo“ wahrgenommen werden, ohne dass dort ein Franziskaner dauerhaft residierte. Aus zahlreichen Missionsstationen in der Rechtsform einer Missio cum cura animarum entstanden später Pfarreien oder dauerhafte Klöster, wenn die Zahl der Katholiken in der Region wieder zugenommen hatte.

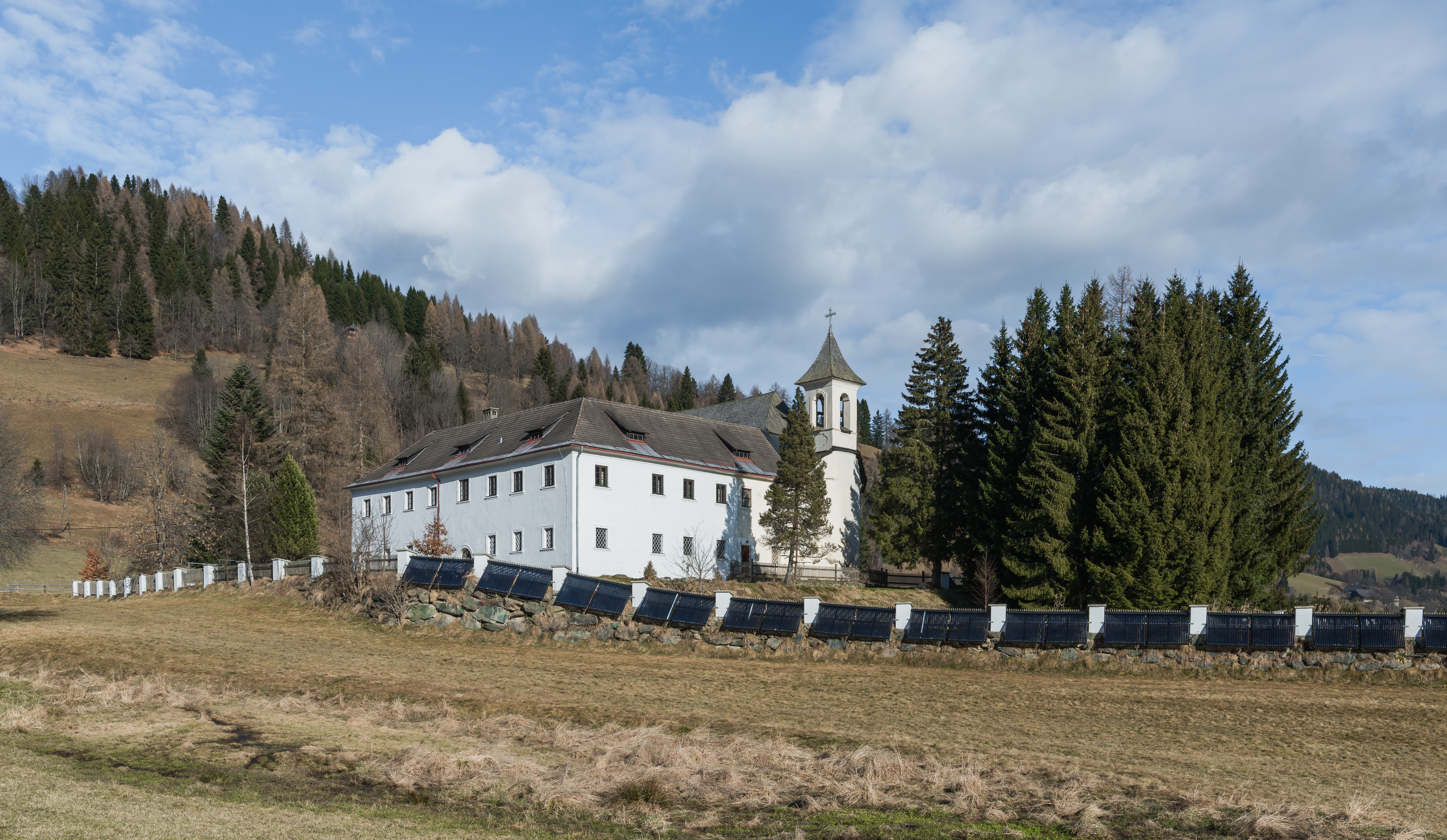
Ehemaliges Karmeliterhospiz und -kloster in Zedlitzdorf, Kärnten

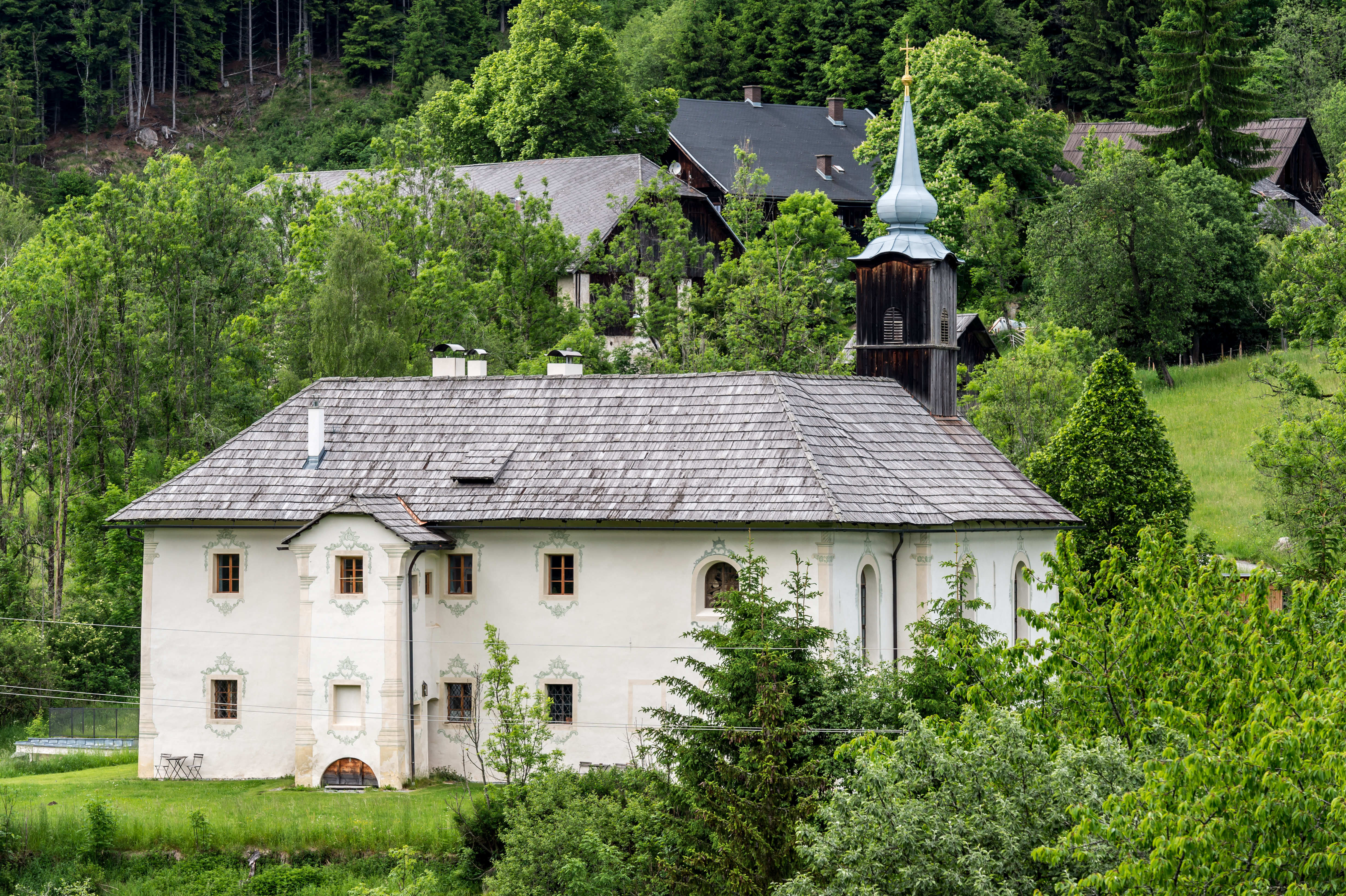
Ehemaliges Hospiz in Innerteuchen, Kärnten

Unter Erzherzogin Maria Theresia wurden in Österreich im 18. Jahrhundert Missionsstationen zur Rekatholisierung der protestantisch gesinnten Bevölkerung gegründet, die allerdings schon wenige Jahrzehnte später aufgelassen wurden.